# Tomasz Bąk
Pour les articles homonymes, voir Bąk.
Tomasz Bąk (né en 1991 à Tomaszów Mazowiecki en Pologne) est un poète polonais.
Avec sept recueils de poésie publiés en dix ans, et de nombreux prix littéraires nationaux à son compte, Bąk devient l'un des plus éminents représentants de la génération des poètes polonais ayant débuté dans les années 2010.
Classée souvent dans les catégories de la poésie engagée, l'oeuvre de Tomasz Bąk traite des sujets sociétaux, environnementaux, relationnels, et apporte un renouvellement dans le langage poétique contemporain,. Les formes d'expression qu'il privilégie sont la poésie narrative et l'utilisation des hypotextes.

## Biographie
A l'âge de vingt ans quand il publie son premier recueil, Kanada (Canada) en 2011, après l’avoir envoyé anonymement à un concours pour le meilleur choix de poèmes. L’ouvrage rencontre un succès considérable auprès de la critique nationale et remporte d’importants prix littéraires. En 2016 paraît son deuxième opus, [beep] Generation, qui est nommé au prix Szymborska,. Bąk publie en 2018 Utylizacja. Pęta Miast (Recyclage. Les entraves des villes), pour lequel il remporte le prix Stanislaw Baranczak pour la meilleure publication de l’année. Deux nouvelles parutions suivent en 2019 : Katedra (Cathédrale), pièce en acte unique créée à la suite de réactions politico-médiatiques en Pologne autour de l’incendie de Notre-Dame de Paris, et Bailout qui prend la forme d’un poème-essai socio-économique de 90 pages. Au cours de 2021, il publie trois livres poétiques : O, tu jestem (Me voici ici), recueil des poèmes écrits entre 2019-2021 prix littéraire de la ville de Varsovie, Playbook, recueil des poèmes thématiques sur le basketball, et XXI nagi wodnik w śródmieściu (XXIe aquarius nu au centre-ville) qui porte sur la catastrophe climatique.

## Publications
Poésie
- Kanada, éditions Wojewódzka Biblioteka Publiczna i Centrum Animacji Kultury w Poznańiu, Poznań 2011.
- [beep] Generation, éditions Wojewódzka Biblioteka Publiczna i Centrum Animacji Kultury w Poznańiu, Poznań 2016.
- Utylizacja. Pęta miast, éditions Wojewódzka Biblioteka Publiczna i Centrum Animacji Kultury w Poznańiu, Poznań 2018.
- Bailout, éditions Wojewódzka Biblioteka Publiczna i Centrum Animacji Kultury w Poznańiu, Poznań 2019.
- O, tu jestem, éditions Wojewódzka Biblioteka Publiczna i Centrum Animacji Kultury w Poznańiu, Poznań 2021.
- Playbook, éditions Warstwy, Varsovie 2021.
- XXI nagi wodnik w śródmieściu, éditions Wojewódzka Biblioteka Publiczna i Centrum Animacji Kultury w Poznańiu, Poznań 2021.

Théâtre
- Katedra, éditions papierwdole, Londres 2019.

Traductions en français
- Tomasz Bąk. Poèmes (Mars. Éclipses ; Cacophonie ; Chine) [dans :] La Sarrazine, numéro 19, A.I.C.L.A, Paris 2019.
- Tomasz Bąk. Poèmes (Yes ! I'm long way from home ; & ; Le Crachoir strikes back ; Tabloïde ; Call) et Cathédrale [dans :] Po&Sie, numéro 171. Europe Centrale 2, Belin, Paris 2020.
- Tomasz Bąk. Canada (4 poèmes : Canada ; Apocryphe ; C'est la vip ; Exit) [dans :] Europe. Revue littéraire mensuelle, numéro 1123-1124. Paris 2022.